# Gerberlohe

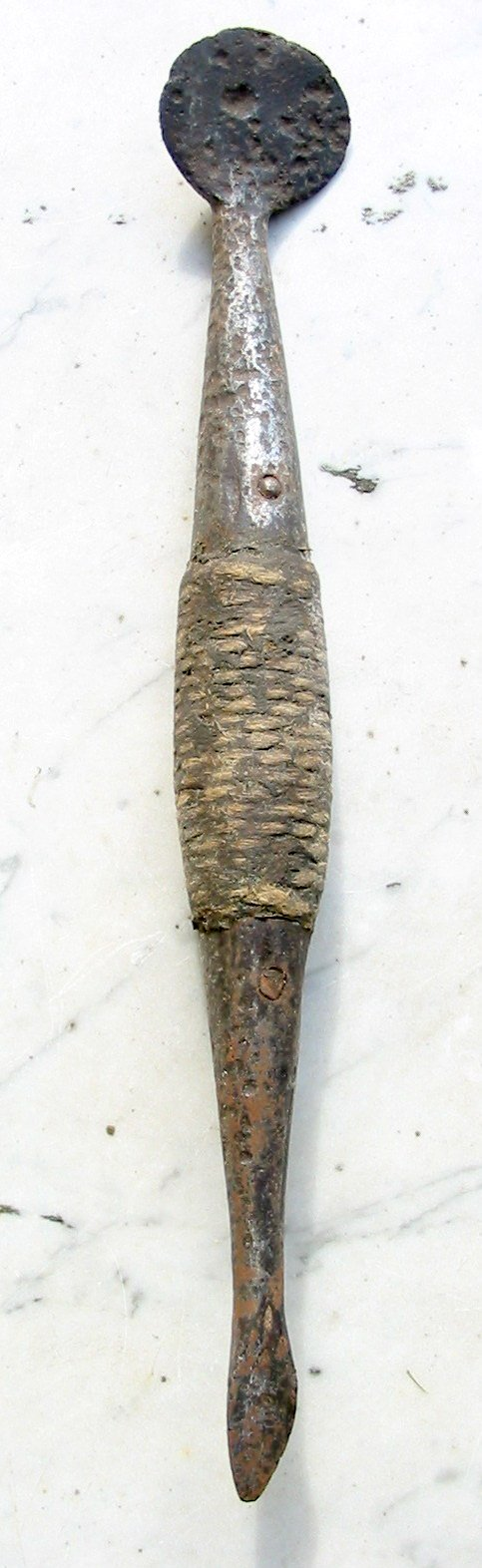
Lohlöffel, Werkzeug zum Schälen der Baumrinde

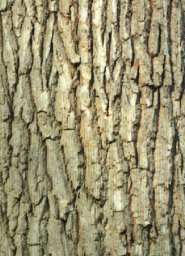
Rinde einer Eiche mit hohem Gehalt an Tanninen

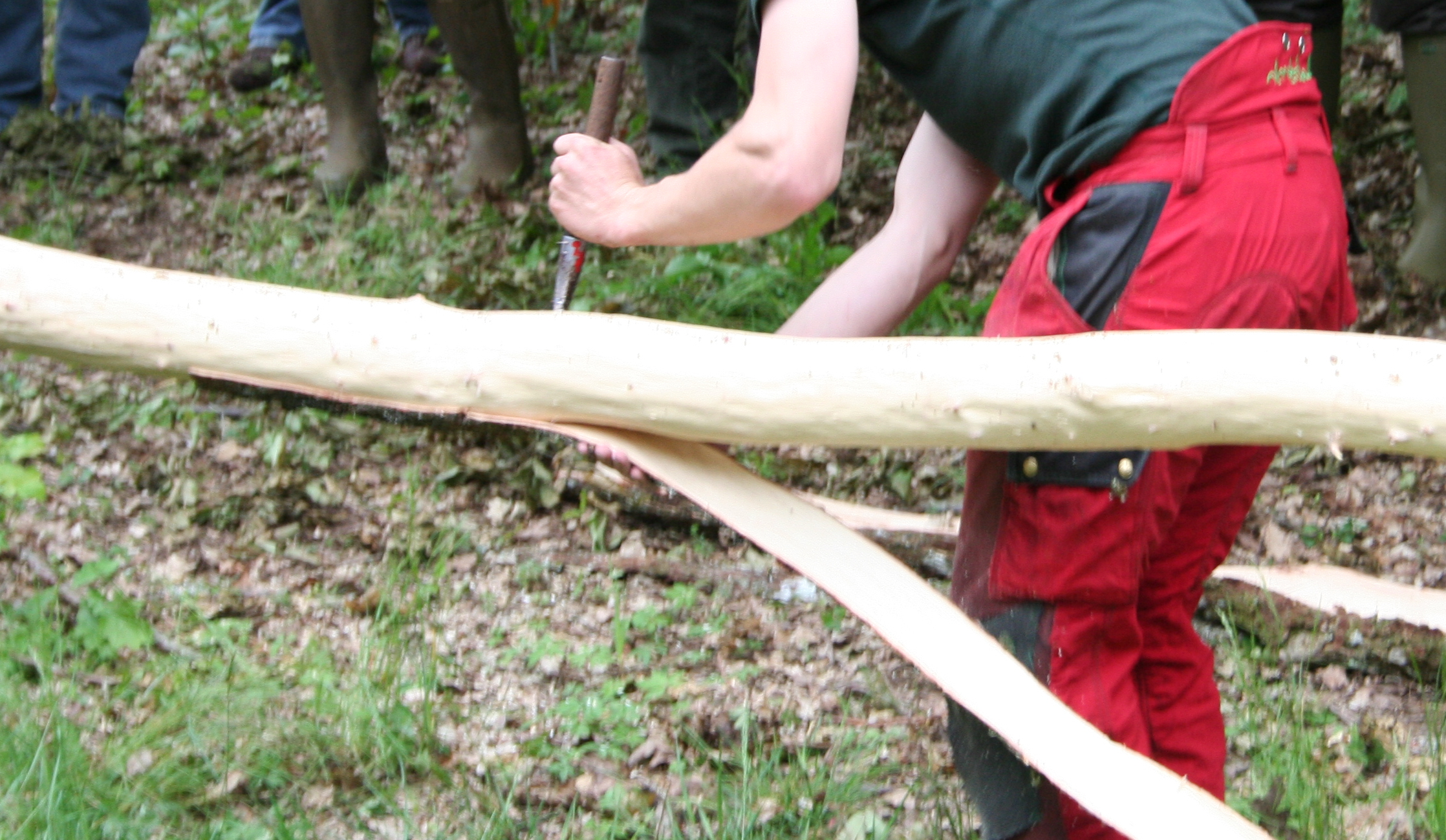
Baumrinde mit dem Lohlöffel „schleißen“

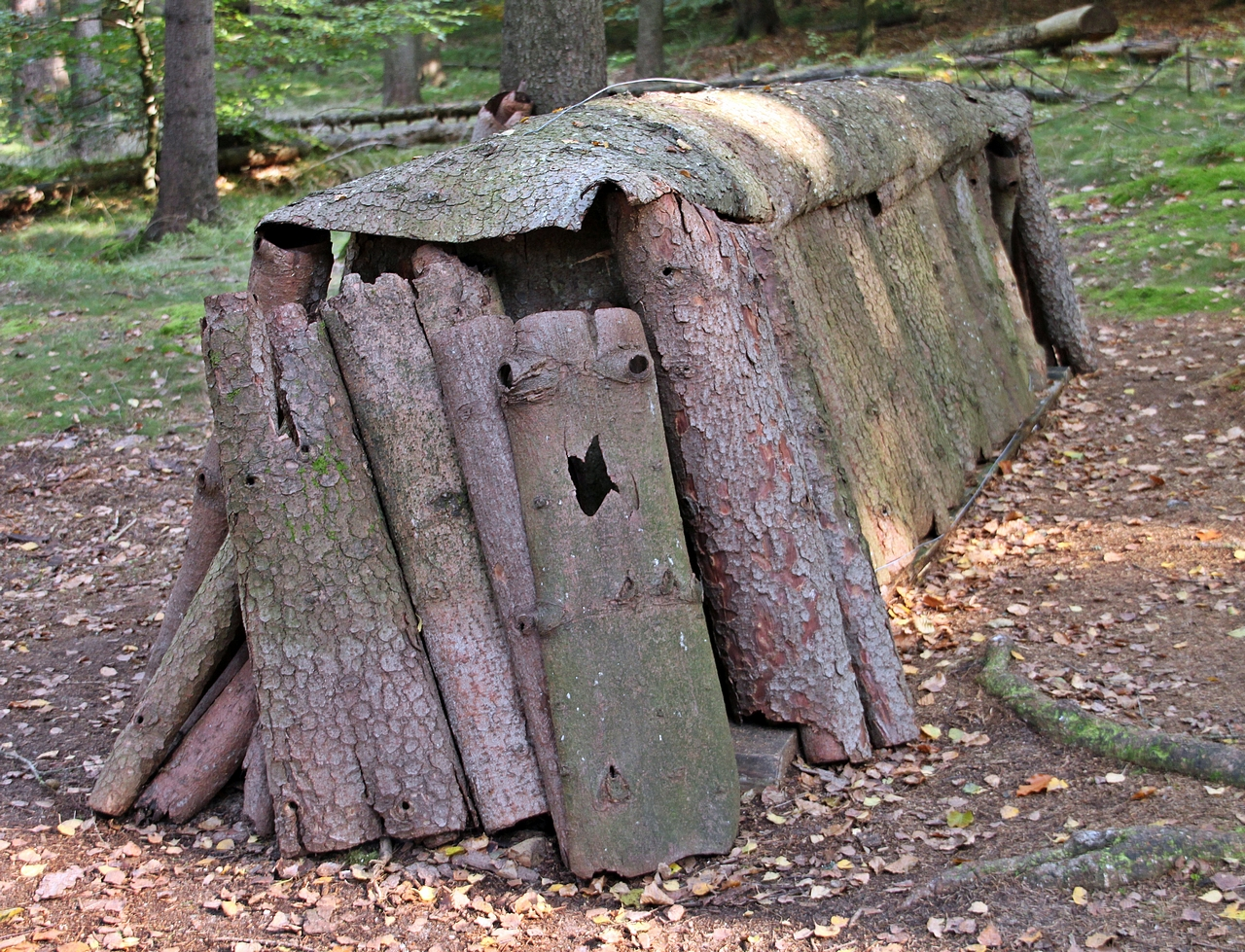
Nachbau eines Trockengestells für Lohrinde in Hinterhermsdorf (Sächsische Schweiz)

Die Strukturformel des Moleküls der chemischen Verbindung Corilagin (Gallotannin) Ellagitannine als ein Beispiel für die Polyphenole

Als Gerberlohe beziehungsweise Lohe werden die früher fast ausschließlich – heute in Mitteleuropa nur noch selten – zum Gerben verwendete Baumrinde oder Blätter bezeichnet. Das mittelhochdeutsche und althochdeutsche Wort lō(h) oder lōch bedeutet zum einen ‚niederes Holz‘, ‚Gebüsch‘, ‚bewachsene Lichtung‘, zum anderen geht die Gerberlohe auf mittelhochdeutsch und althochdeutsch lō zurück, das (durch Sprachrekonstruktion) über urgermanisch *lawa- ‚abgelöste Baumrinde‘ von urindogermanisch *leṷ- ‚lösen‘ (wohl auch im Sinne von abreißen, schälen oder löchern) ableitbar ist. In der Regel handelte es sich dabei um Rinde, Blätter oder Holz von Eichen (Eichenlohe) und Fichten, die sehr gerbstoffreich sind und in zerkleinerter Form benutzt wurden. Die zur Gewinnung genutzten Wälder wurden auch als Lohwälder bezeichnet; zur Zerkleinerung wurden oft sogenannte Lohmühlen betrieben.
Von dieser Lohe leiten sich viele Straßennamen (z. B. Am Lohgraben in Siegen und Hannover, Lohgrabenstraße in Regensburg, Lohhain in Siegen, Lohmühlenstraße in Berlin, oder Lohgrube in Ahaus) und auch Ortsnamen ab, siehe Lohe und Berufe nebst Hausnamen wie Lohgerber ab.

## Allgemeines
Die Loh- oder Rotgerbung erfolgt mit pflanzlichen Stoffen, das sind Extrakte aus Rinden, Hölzern, Blättern und Früchten von speziell hierzu geeigneten Pflanzen. Die eigentlichen Pflanzenwirkstoffe, die in der pflanzlichen Gerbung ihre Wirkung entfalten, sind die Tannine (französisch tan ‚bräunen‘, ‚gerben‘), die chemisch als Polyphenole der Gallussäure zu beschreiben sind. Pflanzlich gegerbtes Leder ist an seiner charakteristischen braunen bzw. lohfarbigen Färbung zu erkennen. Tannine gehören zu der Gruppe der sekundären Pflanzenstoffe. Die aus pflanzlichen Gerbstoffen hergestellten Leder werden geläufig als „vegetabil gegerbt“ bezeichnet. Hierzu werden Fässer im Sinne der Fassgerbung eingesetzt, aber auch Grubengerbung oder Altgrubengerbung. Je nach Verweildauer können dadurch immer festere und zähere Leder hervorgebracht werden.
Weitere Verfahren sind die Sämischgerbung, die Alaun- oder Weißgerbung und die Chromgerbung.

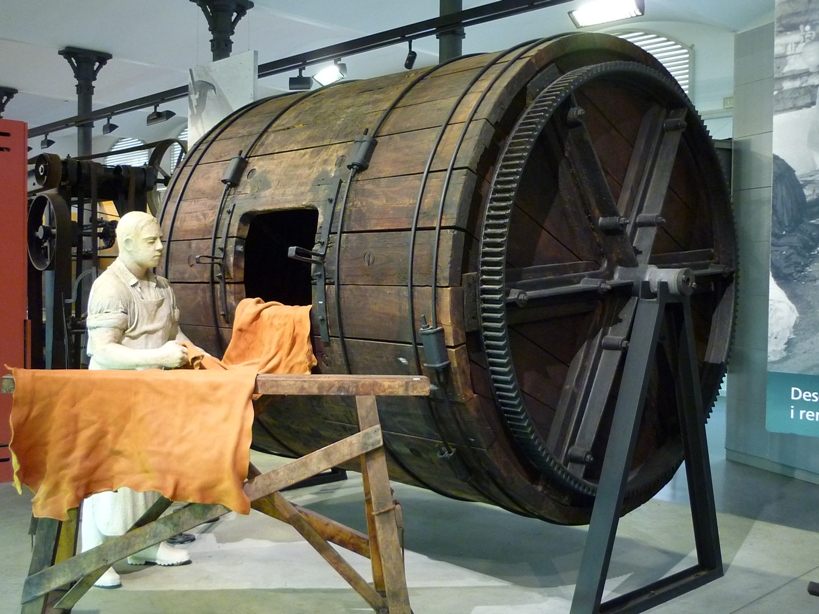
Fassgerbung ausgestellt im Ledermuseum Museo de la Piel, Igualada

## Besondere Formen der Gewinnung von Lohe
Eine besondere Form der Lohegewinnung erfolgte im Rahmen der Haubergswirtschaft und des Gehöferschaftswaldes.
Das „Louschläissen“ ist eine besondere Form der Waldnutzung in Luxemburg; in Kiischpelt wird zur Erinnerung an diese Tradition das „Lohfest“ gefeiert.

## Werkzeug zur Lohegewinnung und Verfahren
Zum Lösen der gerbstoffhaltigen Rinde der Eichen in möglichst einem Stück dient der „Lohlöffel“.
Dazu wird die Rinde mit einem Schnitt entlang des noch stehenden Stammes aufgeschnitten und von diesem Schnitt aus zur Seite hin mit dem Löffel abgelöst.
Der vegetabile Gerbungsprozess benötigt circa 20–30 Monate. Für die eingebrachten Haut- oder Fellstücke werden, je nach Größe, dafür rund 30 kg Eichenrinde oder 20 kg Eicheln oder 90 kg Eichenholz verbraucht. Die Lohe wird zusammen mit dem zu gerbenden Rohmaterial in eine wassergefüllte Grube gelegt, wodurch nach einigen Tagen ein gerbsäurehaltiges Tauchbad entsteht. Das Rohmaterial wird sodann regelmäßig in weiteren Tauchbädern mit höheren Gerbstoffkonzentrationen ausgesetzt (Farbengang).
Der Vorgang erfolgt in einer sukzessiv höher konzentrierten sauren Gerbstoffbrühe. Der besagte Farbengang wird in mehrfach hintereinander angeordneten, etwa zwei mal zwei Meter großen und ebenso tiefen Gerbergruben durchgeführt. In die erste Grube werden die „Blößen“ eingehängt, dann in eine zunächst niedrigkonzentrierte Lösung und über die Zeit von Grube zu Grube mit stärker konzentrierter Gerbstoffbrühe zum „Angerben“ eingebracht. Das Angerben muss langsam und mit niedrigkonzentrierten Gerbstoffbrühen erfolgen, da sonst die Außenflächen des zukünftigen Leders verhärten und der Gerbstoff nicht bis in das Innere des Rohmaterials eindringen kann.

## Sekundäre Verwendung von Lohe
Benutzte, ausgelaugte Lohe wurde zu Kuchen gepresst (sogenannter Lohkäse) und als Brennmaterial verwendet. Der schwäbische Spruch „Schwätz au koin Lohkäs“ (‚Erzähl keinen Unsinn‘) leitet sich davon ab. Die Fachliteratur gibt einen relativ hohen Wassergehalt an, der durch Trocknung erst auf beispielsweise 50 % abgesenkt werden musste, sodass beim Abbrand immer noch ein Großteil der Energie für die Verdampfung des Wassers aufgewendet wurde, während der eigentliche Brennwert eher gering blieb. Bei Lufttrocknung etwa kann zwar der Wassergehalt deutlich stärker reduziert werden, jedoch gehen dabei zugleich auch viele leichtflüchtige, brennbare Komponenten verloren, sodass ein so behandelter Lohkäse am Ende ebenfalls nur noch einen geringen Brennwert aufweist.
Mit dem veralteten Wort ‚Lohe‘ wurde weiterhin eine helle, aufstrebende, lodernde Flamme bezeichnet und findet sich als Teil im noch heute gebräuchlichen Wort ‚lichterloh‘.